# Wilhelm der Bretone
Wilhelm der Bretone oder Wilhelm Brito (franz.: Guillaume le Breton, lat.: Guillelmus Armoricus; * um 1165; † 1226) war ein französischer Chronist zu Beginn des 13. Jahrhunderts.
Brito stammte aus der Bretagne und war von einfacher Herkunft. Im Alter von zwölf begann er eine geistliche Laufbahn und studierte in Nantes, später in Paris. Nachdem er in seiner Heimat keine Anstellung gefunden hatte, kehrte er nach Paris zurück, wo er in der königlichen Hofkapelle einen Posten erhielt. In den folgenden Jahren diente er sich als Diplomat bei König Philipp II. August empor. Brito war 1200 in Rom um für den König in dessen Trennungsaffäre gegen Ingeborg von Dänemark bei Papst Innozenz III. zu vermitteln. 1204 war er bei der Belagerung von Château-Gaillard dabei. Schließlich wurde er zum Kaplan des Königs ernannt und mit der Ausbildung des Königssohns Peter Karlotus, dem späteren Bischof von Noyon, betraut. Im Jahr 1214 war er Augenzeuge der Schlacht bei Bouvines.
Brito begann unmittelbar nach der Schlacht mit der Niederschrift der Verschronik Philippidos (franz.: La Philippide), die der Verherrlichung König Philipps II. August diente. Das in Latein verfasste Werk orientiert sich an Vergils Aeneis und wurde erstmals 1217 in zehn Gesängen beendet. Brito überarbeitete bald sein Werk und vollendete es schließlich 1224 in zwölf Gesängen und nahezu 10.000 Versen. Es wurde 1274 von den Mönchen der Abtei Saint-Denis in die französische Prosa übersetzt. Zugleich führte Brito den von Rigord begonnenen Tatenbericht Gesta Philippi Augusti weiter. Dieses Werk fand Eingang in die Grandes Chroniques de France und wurde mit der Philippidos von H. F. Delaborde in zwei Bänden (Œuvres de Rigord et de Guillaume le Breton, 1882/95) ediert.

## Werke
- Gesta Philippi Augusti, hrsg. von Léopold Delisle in: Recueil des Historiens des Gaules et de la France 17 (1878), S. 62–116
- Philippidos, hrsg. von Léopold Delisle in: Recueil des Historiens des Gaules et de la France 17 (1878), S. 117–287
- Biblia: Cum postillis Nicolai de Lyra et expositionibus Guillelmi Britonis in omnes prologos S. Hieronymi et additionibus Pauli Burgensis replicisque Matthiae Doering. - Nürnberg: Anton Koberger, 1485. Digitalisierte Ausgabe der Universitäts- und Landesbibliothek Düsseldorf